# Кутлінка
Кутлі́нка (рос. Кутлинка, башк. Ҡотло) — присілок у складі Краснокамського району Башкортостану, Росія. Входить до складу Карієвської сільської ради.
Населення — 233 особи (2010; 195 у 2002).
Національний склад:
- марійці — 68 %